# Schlootkuhlen
Das Naturschutzgebiet Schlootkuhlen liegt auf dem Gebiet der Stadt Kempen im Kreis Viersen in Nordrhein-Westfalen.
Das etwa 62,13 ha große Gebiet, das im Jahr 1989 unter Naturschutz gestellt wurde, erstreckt sich nordwestlich der Kernstadt Kempen. Unweit nördlich verläuft die A 40, östlich die Landesstraße L 362. Im westlichen Teil kreuzt die L 361 das Gebiet, westlich fließt die Niers.